# یاکوب گوگباشویلی
یاکُب گُگِباشْویلی (به گرجی: იაკობ გოგებაშვილი) از نویسندگان گرجی بود.
او در سال ۱۸۴۰ در خانوادهٔ کشیش تنگدستی در روستای واریانی گرجستان تولد یافت تحصیلات ابتدایی را در مدرسه شهر گُری آغاز کرد و از سال ۱۸۵۵ در مدرسهٔ مذهبی تفلیس و از سال ۱۸۶۱ در فرهنگستان مذهبی کی‌یف ادامه تحصیل کرد ضمناً در دانشگاه کی‌یف در کلاس‌های رشته علوم طبیعی در محضر استادان معروف حاضر می‌شد به سبب سستی سلامتی نتوانست تحصیلات دانشگاهی خود را به اتمام برساند و ناچار در سال ۱۸۶۳ به گرجستان بازگشت. از سال ۱۸۶۴ به تدریس در دبیرستان‌های تفلیس اشتغال داشت و حتی به مقام بازرسی در سیستم آموزش و پرورش رسید ولی به جهت فعالیت در گروه‌های آزادیخواهان گرجی او را در سال ۱۸۷۴ به عنصر غیرقابل اعتماد از سیستم آموزش و پرورش اخراج کردند.
گوگباشویلی خدمت بزرگی به ترویج زبان گرجی تعمیم سواد و فرهنگ در قشر گستردهٔ گرجیان کرد. وی بنیانگذار ادبیات کودکان عضو فعال انجمن‌های مختلف من جمله «انجمن گسترش و تعمیم سواد بین گرجیان» بود.
گوگباشویلی مبتکر تدوین و تألیف اولین کتاب درسی الفبای گرجی در سال ۱۸۶۵ تحت عنوان «دِدا اِنا» (زبان مادری) بود گوگباشویلی در سال ۱۹۱۲ درگذشت. مجموعهٔ آثار او در سال‌های ۱۹۵۲–۱۹۶۵ در ۱۰ جلد به چاپ رسید.